# Puccinellia wrightii
Puccinellia wrightii es una especie de planta herbácea de la familia de las poáceas. Es originaria de Norteamérica.

## Descripción
Se encuentra en suelos de arena en la tundra en  Alaska, cerca de Port Clarence, en Koy-ow-ik Creek.

## Taxonomía
Puccinellia wrightii fue descrita por (Scribn. & Merr.) Tzvelev y publicado en Flora Arctica URSS 2: 193. 1964.
Etimología
Puccinellia: nombre genérico que fue otorgado en honor de Benedetto Puccinelli (1808-1850), profesor de botánica en Lucca.
Sinonimia
- Colpodium wrightii Scribn. & Merr. basónimo
- Colpodium wrightii subsp. flavum Scribn. & Merr.
- Colpodium wrightii var. flavum Scribn. & Merr.
- Colpodium wrightii var. wrightii
- Phippsia vahliana subsp. colpodioides (Tzvelev) Á.Löve & D.Löve
- Phippsia wrightii (Scribn. & Merr.) Á.Löve & D.Löve
- Poa wrightii (Scribn. & Merr.) Hitchc.
- Puccinellia colpodioides Tzvelev
- Puccinellia wrightii subsp. colpodioides (Tzvelev) Tzvelev[5]